# Jan Norbäck
Jan Norbäck, né le 6 mars 1956 à Hudiksvall, est un ancien joueur de tennis professionnel suédois.

## Carrière
Il a joué trois matchs de lors de la Coupe Davis 1977. Il remporte un double avec Douglas Palm contre Monaco en quart de finale de la zone Europe, mais il s'incline contre l'Italie en demi-finale avec Rolf Norberg. Il remporte aussi un match sans enjeu contre Antonio Zugarelli.
En 1977, il remporte le modeste tournoi de Zurich. Il s'agit de son seul succès dans un tournoi ATP. Par la suite, il a tout de même atteint les demi-finales à Tokyo en 1980.

## Palmarès

### Titre en simple messieurs
| No | Date       | Nom et lieu du tournoi    | Catégorie  | Dotation | Surface    | Finaliste          | Score    |  |
| -- | ---------- | ------------------------- | ---------- | -------- | ---------- | ------------------ | -------- |  |
| 1  | 29-12-1977 | Zurich Grand Prix, Zurich | Grand Prix | 25 000 $ | Dur (ext.) | Jacek Niedzwiedzki | 7-5, 6-2 |  |

### Titre en double mixte
| No | Date       | Nom et lieu du tournoi                | Catégorie | Surface      | Partenaire | Finalistes                       | Score    |          |
| -- | ---------- | ------------------------------------- | --------- | ------------ | ---------- | -------------------------------- | -------- | -------- |
| 1  | 29-05-1977 | Kentish Times Championships Beckenham |           | Gazon (ext.) | Nina Bohm  | Margareta Forsgardh Ulf Eriksson | 7-5, 6-2 | Parcours |

## Parcours dans les tournois duGrand Chelem

### En simple
| Année | Open d'Australie | Open d'Australie | Internationaux de France | Internationaux de France | Wimbledon      | Wimbledon | US Open         | US Open    |
| ----- | ---------------- | ---------------- | ------------------------ | ------------------------ | -------------- | --------- | --------------- | ---------- |
| 1977  | 3e tour (1/16)   | B. Giltinan      | 2e tour (1/32)           | J. Kodeš                 | 2e tour (1/32) | W. Fibak  | 1er tour (1/64) | G. Mayer   |
| 1979  | —                | —                | 1er tour (1/64)          | V. Amaya                 | 2e tour (1/32) | J. Kriek  | 2e tour (1/32)  | R. Trogolo |
| 1980  | —                | —                | —                        | —                        | —              | —         | 1er tour (1/64) | H. Salomon |
| 1981  | —                | —                | 3e tour (1/16)           | Y. Noah                  | —              | —         | —               | —          |

N.B. : à droite du résultat se trouve le nom de l'ultime adversaire.

### En double
| Année | Open d'Australie | Open d'Australie | Internationaux de France  | Internationaux de France | Wimbledon               | Wimbledon                | US Open                    | US Open                 |
| ----- | ---------------- | ---------------- | ------------------------- | ------------------------ | ----------------------- | ------------------------ | -------------------------- | ----------------------- |
| 1977  | —                | —                | 1er tour (1/32) J-E. Palm | S. Smith R. Lutz         | —                       | —                        | 1er tour (1/32) D. Palm    | J. Yuill S. Krulevitz   |
| 1978  | —                | —                | —                         | —                        | 1er tour (1/32) D. Palm | B. Carmichael B. Teacher | 1er tour (1/32) D. Palm    | F. Stolle J. Newcombe   |
| 1979  | —                | —                | —                         | —                        | —                       | —                        | 1er tour (1/32) R. Simpson | M. Edmondson J. Marks   |
| 1980  | —                | —                | —                         | —                        | —                       | —                        | 1er tour (1/32) S. Birner  | O. Davidson J. Newcombe |

N.B. : le nom du ou de la partenaire se trouve sous le résultat ; le nom des ultimes adversaires se trouve à droite.